# Omox
Omox is een geslacht van straalvinnige vissen uit de familie van naakte slijmvissen (Blenniidae).

## Soorten
- Omox biporos Springer, 1972
- Omox lupus Springer, 1981